# 10 Хигија
10 Хигија (лат. 10 Hygiea) је велики астероид, који се налази у спољашњем главном астероидном појасу између орбита Марса и Јупитера. То је десети откривени астероид, а открио га је 12. априла 1849. италијански астроном Анибале де Гаспарис у Астрономској опсерваторији Каподимонте у Напуљу, у Италији. Име је добио по Хигији, грчкој богињи здравља. Он је четврти по величини астероид у главном појасу, и по запремини и по маси, са просечним пречником од 433 км и масом, која чини 3% укупне масе главног астероидног појаса.
Хигија има готово сферичан облик са два позната кратера пречника око 100 и 180 км. Због свог облика и велике величине неки истраживачи сматрају Хигију могућом патуљастом планетом. Хигија има тамну, угљеничну површину, која се састоји од хидратисаних и амонијачних силикатних минерала, са карбонатима и воденим ледом. Подповршински слој Хигије вероватно садржи велики удео воденог леда. Ове карактеристике чине Хигију веома сличном патуљастој планети Церери из главног појаса, што сугерише да та два објекта имају слично порекло и еволутивну историју.
Хигија је матично тело породице Хигије, астероидне породице, која обухвата преко 7.000 познатих астероида, који деле сличне орбиталне и композиционе карактеристике са Хигијом. Верује се да је породица Хигије настала услед огромног удара у Хигију пре око 2 до 3 милијарде година. Сматра се да је овај удар разбио Хигију, што је довело до њене поновне акумулације у готово сферично тело.
Средња удаљеност астероида од Сунца износи 3,139 астрономских јединица (АЈ). Инклинација (нагиб) орбите у односу на раван еклиптике је 3,841 степени, а орбитални период износи 2032,049 дана (5,563 година). Ексцентрицитет орбите астероида износи 0,116. Апсолутна магнитуда астероида износи 5,43 а геометријски албедо 0,071.

## Историја

### Откриће
Хигију је открио италијански астроном Анибале де Гаспарис увече 12. априла 1849. године у Астрономској опсерваторији Каподимонте у Напуљу, у Италији. Те ноћи је користио опсерваторијин Рајхенбахов екваторијални телескоп да посматра део неба у 12. сату ректасцензије, као део свог већег пројекта каталогизације звезда дуж еклиптике до 14. привидне магнитуде.
Док је поредио своја посматрања са звезданом картом Берлинске академије,‍:10 Де Гаспарис је приметио објекат налик звезди, магнитуде између 9 и 10, који раније није био забележен. Иако је лоше време спречило даља посматрања на неколико дана, Де Гаспарис је поново посматрао објекат 14. и 17. априла и потврдио да се померио између та два датума. Судећи по томе колико се објекат померио, Де Гаспарис је закључио да то мора бити још једна нова планета између орбита Марса и Јупитера.
Де Гаспарис је своје откриће објавио Еразму Фабрију Скарпелинију, секретару билтена „Correspondenza Scientifica” у Риму, који је заузврат проследио вест Хајнриху Кристијану Шумахеру, који ју је објавио у часопису „Astronomische Nachrichten” 11. маја 1849. године. Хигија је била први астероид, који је Де Гаспарис открио, и десети астероид откривен у историји. Касније је открио још шест астероида између 1850. и 1853. и још два током 1860-их.

### Именовање
Де Гаспарис је позвао Ернеста Капочија ди Белмонтеа, свог пријатеља и директора Опсерваторије Каподимонте, да именује астероид у знак захвалности за помоћ и савете. Капочи је предложио име Игеа (Igea) — италијански облик имена Хигија, грчке богиње здравља и кћерке Асклепија. Де Гаспарис је Капочијевом предлогу додао придев Borbonica, у част краља Фердинанда II из династије Напуљских Бурбона, који је владао Краљевином Две Сицилије и подржавао рад Опсерваторије Каподимонте. Заједно су Де Гаспарис и Капочи предложили име Igea Borbonica („Бурбонска Хигија“) у писму прослеђеном Фердинанду II, 8. маја 1849. Одавање почасти Бурбонима је можда помогло Де Гаспарису и Капочију да избегну казну због учешћа у либералним покретима 1848. године.
Име Igea Borbonica није поменуто у првим обавештењима европској научној заједници. Када је енглески астроном Џон Хершел примио вест о открићу Хигије од својих напуљских колега, предложио је да би Партенопа било прикладно име за Де Гаспарисово откриће, јер потиче од сирене, која је, према грчкој митологији, основала Напуљ. У писму написаном енглеском математичару Огастусу Де Моргану у априлу 1849, Хершел је написао:
„Још увек није поменуто ниједно име. Шта мислите о имену Партенопа (пошто је Наполитанка)? Мислим да ће то сигурно пасти на памет Де Гаспарису ако је иоле упознат са класицима.“
Хершел се дописивао са другим европским научницима и астрономима како би чуо њихово мишљење о имену Партенопа за Де Гаспарисово откриће, мада је, до тренутка када је контактирао Де Гаспариса, Хигија већ била именована месец дана раније. Када је Шумахер, уредник часописа „Astronomische Nachrichten”, сазнао за име, које су предложили Де Гаспарис и Капочи, пожалио се у писму упућеном Хершелу 26. јуна 1849. да је име у италијанском, а не у латинском облику, како је било уобичајено за све друге планете. Без обзира на то, Де Гаспарис је уважио Хершелов предлог и изразио жељу да му испуни жељу. Дана 11. маја 1850. Де Гаспарис је открио астероид 11 Партенопа и у својој објави се захвалио Хершелу на имену.
Постоји више варијација латинског спеловања имена Хигија, укључујући Hygièa, Hygia и Hygea. Савремени енглески облик Hygiea је мање уобичајена варијанта имена богиње, које на грчком гласи Ὑγίεια (Hygieia) или Ὑγεῖα (Hygeia). Астрономи су током раних 1850-их често писали име као Hygeia (а повремено и Hygea), мада је до 1860-их облик Hygiea постао уобичајен. Према енглеском астроному Џону Раселу Хајнду, придев Borbonica је избачен из употребе до 1852. године.

### Симбол и означавање
Као и други претходно откривени астероиди, Хигија је добила астрономски симбол као начин представљања. Симбол за Хигију предложио је Де Гаспарис у писму упућеном Хајнду 4. новембра 1850, у којем је написао: „Симбол Хигије је змија (попут грчког слова зета ζ) овенчана звездом.“ Визуелно, Де Гаспарисов симбол за Хигију представљен је као:  (U+1F779 🝹 у Уникоду 17.0). Змија, посебно док пије из чиније, традиционални је симбол богиње Хигије (уп. U+1F54F 🕏).
Међутим, можда због касне објаве намењеног симбола за Хигију, он није коришћен у наредним астрономским алманасима, као што су „Berliner Astronomisches Jahrbuch” из 1850. и „Nautical Almanac and Astronomical Ephemeris” из 1852, чиме је по први пут један астероид у овим алманасима наведен без свог симбола. Амерички астроном Бенџамин Апторп Гулд протумачио је симбол Хигије као Асклепијев штап, представљајући га као змију обавијену око штапа у издању часописа „Astronomical Journal” из јануара 1852:  (U+2695 ⚕).
Оба симбола за Хигију су данас углавном застарела, јер је број откривених астероида постао превелик да би сваки имао јединствен симбол. Године 1851. Јохан Франц Енке је предложио другачији систем идентификације, предлажући употребу броја, који одговара редоследу открића, уписаног у мали круг — за Хигију би то било ⑩. Астрономи су почели да усвајају Енкеову шему са бројевима у кругу у научним публикацијама, мада су, како је број откривених астероида растао, на крају прешли на стављање броја у заграде, што је постало савремени систем означавања малих планета. У случају Хигије, њена савремена ознака мале планете је (10) Hygiea или 10 Hygiea.
Центар за мале планете користи привремене ознаке малих планета A849 GA и A900 GA за Хигију, мада су ово само ретроспективна проширења новог система привремених ознака успостављеног 1925. године. Док се привремена ознака A849 GA односи на датум открића Хигије, ознака A900 GA се односи на датум, када је Хигија случајно посматрана и каталогизована (као Arequipa 38) током фотографског прегледа неба, који је 1900. године спровела Опсерваторија Харвард колеџа у Арекипи, у Перуу.
Хигија се у мањој мери користи и у астрологији, мада је њен симбол поново погрешно тумачен, где је Асклепијев штап замењен Меркуровим кадуцејом: , иако у сложенијем облику (U+2BDA ⯚) од симбола кадуцеја, који се користи за планету Меркур. Кадуцеј се дуго времена погрешно сматрао Асклепијевим штапом.

### Класификација
Иако су се прва четири откривена астероида — Церера (1801), Палас (1802), Јунона (1804) и Веста (1807) — сматрали планетама током прве половине 19. века (а неки астрономи су их тако сматрали све до краја века), откриће Хигије догодило се у време, када је класификација астероида већ еволуирала. Хигија је у годинама након открића називана планетом, иако су је до 1852. године астрономи такође називали малом планетом или астероидом. Ови термини су уведени пре открића Хигије и постали су учесталији са открићем већег броја астероида почевши од 1850-их. Од друге половине 19. века, астероиди су почели да се третирају претежно на колективан начин, груписани према орбиталним или спектралним карактеристикама, са мање пажње посвећене појединачним објектима.
Године 2006, комитет Међународне астрономске уније (МАУ) за израду нове дефиниције планете разматрао је класификовање Хигије међу планете или у новостворену категорију патуљастих планета, уколико би се утврдило да је астероид довољно масиван да га претежно обликује хидростатичка равнотежа. Овај предлог дефиниције планете је у међувремену ревидиран и усвојен тако да прописује да планета мора да кружи око Сунца, да има довољну масу да постигне сферичан облик услед хидростатичке равнотеже, и да рашчисти суседство своје орбите; објекти, који задовољавају све критеријуме осим последњег, сматрају се патуљастим планетама. Од 2019. године, телескопски снимци су открили готово сферичан облик Хигије, што сугерише да је можда достигла хидростатичку равнотежу. Пошто Хигија већ кружи око Сунца и налази се у астероидном појасу, где није рашчистила суседство своје орбите, њен готово сферичан облик могао би је квалификовати као патуљасту планету, према Пјеру Вернаци и сарадницима, који су проучавали Хигију помоћу телескопских снимака. Ако је тако, Хигија би могла бити најмања позната патуљаста планета. Међутим, МАУ још увек није званично класификовала Хигију као патуљасту планету.

## Физичке карактеристике

### Орбита
Хигија орбитира око Сунца на просечној удаљености (велика полуоса) од 3,14 астрономских јединица (АЈ; 470 милиона км), што је смешта у спољашњи део главног астероидног појаса између Марса и Јупитера. Хигија има орбитални период од 5,57 земаљских година и прати елиптичну орбиту, где се њена удаљеност од Сунца креће од 2,79 АЈ (420 милиона км) у перихелу до 3,49 АЈ (520 милиона км) у афелу. Хигија има релативно низак орбитални нагиб од 3,8° у односу на раван еклиптике. У својој тренутној орбити, Хигија се никада не приближава Марсу на мање од 1,24 АЈ (186 милиона км), нити Јупитеру на мање од 1,54 АЈ (230 милиона км).
Хигија се налази у тротелесној орбиталној резонанци средњег кретања са Јупитером и Сатурном. У овој резонанци, средња кретања или орбиталне фреквенције Јупитера, Сатурна и Хигије прате однос {\displaystyle 8n_{\rm {Jupiter}}-4n_{\rm {Saturn}}-3n_{\rm {Hygiea}}=0}, где је линеарна комбинација њихових средњих кретања ({\displaystyle n}) са целобројним коефицијентима једнака нули. Симулације показују да ова тротелесна резонанца доводи до хаотичне еволуције Хигијине орбите, са кратким Љапуновљевим временом између 14.000 и 16.000 година. То значи да промене у Хигијиној орбити постају експоненцијално мање предвидљиве током овог временског периода.
Други астероиди повремено пролазе близу Хигије, понекад довољно близу да њихове путање постану видљиво поремећене (пертурбоване) или скренуте услед Хигијине гравитације. То омогућава астрономима да измере масу Хигије. Истраживање спроведено 2002. године идентификовало је 40 познатих астероида, који су прошли на удаљености мањој од 0,05 АЈ (7,5 милиона км) од Хигије између 1970. и 2000. године. Током временског периода од 30 милиона година, Хигијине гравитационе пертурбације могу проузроковати да се сопствене велике полуосе астероида, који пролазе близу промене за 0,000908 АЈ (136000 км).

### Ротација
Ротациони период Хигије је око 13,83 часова (13 часова и 49,5 минута), са несигурношћу од 0,2 секунде. Овај ротациони период је одређен директним снимањем и анализом Хигијине криве сјаја, односно промена сјаја током времена. Посматрано са Земље, сјај Хигије периодично варира до 15% од своје просечне вредности док се карактеристике албеда на њеној површини ротацијом појављују и нестају из вида. Северни пол Хигијине осе ротације усмерен је јужно од еклиптике, у правцу еклиптичке лонгитуде од 306°±3° и еклиптичке латитуде од −29°±3°. То значи да је оса ротације Хигије веома нагнута, са нагибом од 120° у односу на еклиптику. Пошто је нагиб осе Хигије већи од 90°, она има ретроградну ротацију, што значи да се окреће уназад у односу на смер своје орбите око Сунца.
Пре него што је директно снимљена телескопима 2017–2018. године, сматрало се да Хигија има ротациони период двоструко дужи од тренутно прихваћене вредности. Прва мерења ротационог периода, која су почела 1950-их, наводила су 18 часова, док су студије од 1991. године па надаље наводиле 27,6 часова. Ова прошла посматрања нису прикупила довољно података за израду поузданих кривих сјаја, што је довело до ових нетачних мерења ротационог периода.

### Величина и маса
Хигија је четврти по величини астероид у главном појасу и по запремини и по маси, са средњим пречником еквивалентне запремине од 433±8 км и масом од (8,74±0,69)×1019 кг. У поређењу са највећим астероидом, Церером, Хигија има мање од половине његовог пречника и отприлике 10% његове масе. Хигија чини 3% укупне масе целог главног појаса и највећи је астероид у спољашњем главном појасу. Четири највећа астероида (Церера, Палас, Веста и Хигија) заједно чине нешто више од половине укупне масе главног појаса. Ова четири највећа астероида астрономи понекад заједнички називају „Великом четворком”, иако је историјски овај термин означавао прва четири откривена астероида (Церера, Палас, Јунона и Веста). Хигија није била препозната као четврти највећи астероид све до 1974. године, када је Дејвид Морисон први пут измерио њен пречник и албедо помоћу њене инфрацрвене топлотне емисије.
Најбоља процена пречника Хигије измерена је директним снимањем помоћу Веома великог телескопа (ВВТ) у Чилеу, чија је адаптивна оптика за исправљање атмосферске турбуленције могла да прикаже астероид у високој угаоној резолуцији. Маса Хигије је мерена посматрањем како њена гравитација скреће путање других астероида, који пролазе у њеној близини. Ово захтева велики број посматрања са прецизним мерењима положаја скренутог астероида пре и после његовог блиског проласка. Мерење масе Хигије овом методом први пут је покушано 1986. године, анализом прошлог блиског проласка астероида 829 Академија (који је 19. маја 1927. прошао на 0,006 АЈ или 900 хиљада км од Хигије). Маса Хигије је од тада прецизирана додатним блиским проласцима астероида и тачнијим посматрањима.

## Геологија

### Облик, кратери и топографија
Хигија је готово сферичан или елипсоидан објекат, чије су дијаметралне димензије 450 x 430 x 424 км, са несигурношћу од ±10 км за екваторијалне осе и ±20 км за поларну осу. То је други најсферичнији астероид у главном појасу, одмах после Церере. Готово сферичан облик Хигије сугерише да би могла бити у хидростатичкој равнотежи, постигавши свој облик сопственом гравитацијом. Конкретно, поларна спљоштеност и специфични угаони момент Хигије блиско одговарају Маклореновом сфероиду, што је облик, који заузима ротирајући самогравитирајући флуид у хидростатичкој равнотежи.
За разлику од већег астероида Весте, Хигија нема велике ударне кратере или басене, који би иначе деформисали њен сферични облик. Само два кратера на Хигији су са сигурношћу идентификована на снимцима Веома великог телескопа, са пречницима од 180±15 км и 97±10 км. Чини се да оба кратера имају централне врхове. Вернаца и сарадници, који су проучавали ове снимке, неформално су назвали већи кратер „Serpens”, а мањи „Calix”, према латинским речима за „змију” и „пехар”. Ова имена, која нису одобрена од стране МАУ, изабрана су зато што се њихови епоними често појављују у симболима за Хигију.
Осим кратера Serpens и Calix, снимци Хигије добијени помоћу ВВТ не показују очигледне кратере у облику чиније веће од 30 км у пречнику. Церери такође недостају велики кратери у облику чиније и уместо њих доминирају сложени кратери са равним дном, које је тешко уочити са Земље — што би могао бити случај и са Хигијом. Обиље кратера са равним дном на Хигији могло би указивати на подповршински слој богат воденим ледом, што би омогућило релаксацију њене површинске топографије.
Иако Хигији недостају велики ударни басени, постојање породице Хигија указује на велики догађај судара у њеној прошлости. Сматра се да, уместо да остави огроман ударни басен попут оног на Вести, удар је у потпуности размрскао Хигију, што је избрисало све њене претходно постојеће површинске карактеристике. Симулације огромног удара показују да се већина остатака Хигије поново накупила у осцилујуће тело слично флуиду, које је успело да се опусти у сферу под утицајем сопствене гравитације. Данашњи елипсоидни облик Хигије сугерише да се учврстила отприлике четири сата након удара. Утврђено је да и други велики астероиди, који су матична тела породица, као што су 8 Флора и 31 Евфрозина, такође имају приближно сферичан облик, па се верује да су прошли кроз сличан сударни распад и поновну акумулацију.

### Површина

#### Албедо, температура и реголит
Површина Хигије је тамна, са просечним видљивим геометријским албедом процењеним на између 6,3% и 7,2%. Привидни сјај или рефлективност варира по површини Хигије због разлика у албеду и сенки, које бацају топографске карактеристике. Снимци Хигије са Веома великог телескопа показују неколико светлих тачака на њеној површини, од којих се најсветлија налази на јужној хемисфери на лонгитуди од 290° и латитуди од −30°. Ова светла тачка је 10% сјајнија од просечне рефлективности површине Хигије. Дуж екватора Хигије, на лонгитуди од 60° и латитуди од 0°, налази се велика тамна област, иако је највероватније реч о осенченом подручју. Варијације албеда и рефлективности по површини Хигије подсећају на оне код Церере.
Температура на површини Хигије зависи од ротације астероида, удаљености од Сунца и својстава његовог површинског реголита. Иако је забележено да површина Хигије достиже температуре и до 230 K (−43 °C) у субсоларној тачки, површина се хлади док се ротацијом удаљава од Сунца, што доводи до уједначавања просечне температуре. Између удаљености Хигије у перихелу и афелу, просечна температура може да се креће од 150 до 180 K (−123 до −93 °C). На великој полуоси Хигије просечна температура би износила 163 K (−110 °C).
Хигија је описана као „прилично прашњав објекат”, са слојем реголита, који се састоји углавном од фине прашине, а не од крупног камења. Овај фини реголит има ниску топлотну инерцију, што значи да лакше зрачи топлоту и доводи до нижих температура на површини Хигије. Реголит Хигије је можда прашњавији (и тиме финији) од реголита на Земљином Месецу, што би могло указивати на зрелији реголит, који је доживео више свемирског трошења (ерозије). Слој реголита на Хигији је дубок најмање 8 см. Ова својства реголита Хигије закључена су на основу ниже температуре од очекиване и топлотне емисије астероида у инфрацрвеним, субмилиметарским и микроталасним таласним дужинама.

#### Састав
Хигијеа је угљенични астероид, чија је површина углавном састављена од хидратисаних и амонизираних силикатних минерала (филосиликата) и карбоната, са назнакама воденог леда. Овај састав је закључен из спектроскопских посматрања Хигије, чији видљиви и блиски инфрацрвени спектар карактеришу као астероид типа C. У ширем смислу, то чини Хигијеу чланом спектралног комплекса C, који је уобичајен у спољашњем главном појасу, где се Хигијеа налази.
Спектар и састав површине Хигије је веома сличан спектру и саставу угљеничних хондритних метеорита и Церере, што је навело неке астрономе да Хигијеу назову „примитивним” објектом и „заправо спектралним близанцем Церере”. Сличност Хигије са угљеничним хондритима (посебно хондритима типа CM) сугерише да дели сличну историју мале термичке измене и извесне водене измене својих оригиналних минерала, па отуда и њена вероватна примитивна природа. Мале разлике између блискоинфрацрвених спектара Хигије и Церере указују на то да имају мало различите концентрације хидратисаних и амонизованих минерала. Спектроскопија високе резолуције блискоинфрацрвеног зрачења помоћу свемирског телескопа Џејмс Веб открила је да Хигијеини филосиликати су богати магнезијумом и изгледа да одговарају амонизованом сапониту.
Посматрања са Земље показала су да се блиски инфрацрвени спектар Хигије мења током времена, што имплицира да постоје варијације у саставу на површини Хигије. Студија Владимира Бусарева из 2011. године приметила је да се спектрални тип Хигије мења између C, B и F током њене ротације, што је он протумачио као индикацију локалне дехидрације површинског материјала Хигије, вероватно као резултат загревања ударима. Студија Ендруа Ривкина и колега из 2019. године известила је о променама у карактеристици апсорпције од 3,1 μm у блиском инфрацрвеном спектру Хигије током временске скале од неколико година. Иако се ова карактеристика апсорпције често приписује амонијумски минерали, његове варијације би такође могле одговарати или хидратисаним минералима или потенцијално воденом леду. Ривкин и колеге су спекулисали да би варијације могле бити узроковане изложеним подземним материјалом на неким деловима површине Хигије, иако се чини да нису у корелацији са једном одређеном локацијом на површини.

#### Густина и унутрашњост
Насипна густина Хигије процењена је на 1,944±0,250 г/см³ или 2,06±0,20 г/см³, на основу мерења њеног пречника и масе из 2020. и 2021. године, респективно. Хигијеина насипна густина је слична оној код Церере (2,16 г/см³), што заједно са великом величином Хигије сугерише да би могла да има диференцирану унутрашњост. Хигијева подземна површина је вероватно богата воденим ледом, као што наговештавају Хигијеина насипна густина, спектроскопско откривање воденог леда и недостатак великих кратера у облику чиније. Према Вернаци и колегама, под претпоставком да је густина астероида 2,06±0,20 г/см³, Хигија би била један од најгушћих астероида међу највећим астероидима типа C (пречника већег од 300 км), који имају густину у распону од 1,5 до 2,16 г/см³ и могу имати малу унутрашњу макропорозност. Такође су сугерисали да већа густина Хигије и других великих астероида типа C може бити последица литификованије, односно збијеније, унутрашњости као резултат значајних промена воде.

## Породица Хигије
Хигија је матично тело породице Хигије, астероидна породица, која обухвата преко 7.000 познатих астероида, који деле сличне орбиталне и композиционе карактеристике са Хигијом. Породица Хигије је најмногобројнија породица астероида у спољашњем главном појасу, и верује се да је настала услед огромног удара у Хигију, који је избацио најмање 1,7% првобитне масе астероида пре око 2 до 3 милијарде година. Тело, које је извршило удар и формирало породицу Хигије, вероватно је имало пречник између 75 и 150 км. Хигија садржи готово сву масу (преко 98%) породице.

## Посматрање
Иако је Хигија највеће тело у спољашњем делу главног астероидног појаса, астероид изгледа веома затамњен када се посматра са Земље. То се објашњава његовим ниским албедом (тамна површина са ниском рефлективношћу) и значајном удаљеношћу од Сунца. Из тог разлога, пре него што је Анибале де Гаспарис открио Хигију 12. априла 1849. године, већ је било откривено шест мањих астероида. 
Међу прва 23 откривена астероида, Хигија је трећа најслабија: само 13 Егерија и 17 Тетида имају ниже средње магнитуде у опозицији. У већини опозиција, када је Хигија у најближој тачки Земљи у својој орбити, астероид има магнитуду од око +10,2, што је чак четири реда слабије од Весте, а посматрање захтева телескоп од најмање 4 инча (100 мм) да би се разлучила. Међутим, у перихеличној опозицији, Хигија може достићи +9,1 магнитуду и може бити разазна само са двогледом од 10 × 50, за разлику од следећа два највећа астероида у астероидном појасу, 704 Интерамнија и 511 Давида, који су увек ван бинокулске видљивости.
Астрономи са Земље пратили су укупно 17 звезданих окултација (прикривања) Хигије, укључујући две (2002. и 2014. године), које је видео велики број посматрача. Посматрања су коришћена за одређивање величине, облика и осе ротације Хигије. Свемирски телескоп Хабл је разјаснио астероид и искључио присуство било каквих орбитирајућих пратилаца већих од око 16 километара.

## Истраживачка делатност
Хигија још није истраживана ниједном свемирском сондом. Године 2006, Марк В. Сајкс и други научници из Института за планетарне науке предложили су НАСА-и мисију „Exploring the Very Earliest Epoch” (EVE; „Истраживање најраније епохе“), као део програма Дискавери. Предлог, који није одобрен, предвиђао би лансирање копије сонде „Зора” на Хигију у октобру 2011. и стизање до астероида путем састанка 2021. године.
Године 2013, француски истраживачи Пјер Вернаца и Филип Лами предложили су мисију „INSIDER” за свемирски програм Европске свемирске агенције, као део конкурса за мисије средњег домета. Пројекат је предвиђао прелет два или три велика астероида главног појаса, са могућим слетањем једног или два слетача на њихове површине. Потенцијалне мете мисије биле су 10 Хигија и 24 Темида. Међутим, ЕСА није одабрала ни овај предлог за имплементацију. Студије примитивних угљеничних астероида попут Хигије могу пружити јединствене информације о саставу и условима, који су постојали у Сунчевом систему током његовог раног формирања. Састав, геологија и еволуција таквих тела кључни су за разумевање порекла воде, органске материје и других испарљивих материја у унутрашњем делу Сунчевог система.

## Помињање у култури
У фиктивном универзуму серије „Пространство” (романи Џејмса С. А. Корија и истоимена ТВ серија), астероид Хигија се помиње као локација огромне свемирске станице „Hygeia Station”, коју насељавају људи из астероидног појаса. Хигија игра главну улогу у петој и шестој сезони серије, посебно у трећој епизоди пете сезоне, то је једна од кључних тачака, са којих делује фракција Појасника (енгл. the Belters), коју предводи Марко Инарос. Као и многа друга насеља у појасу, Хигија је патила од високих пореза, које су наметале Уједињене нације, што је отежавало живот њеним становницима. Као резултат тога, трошкови основних ресурса на станици били су изузетно високи, а већина становништва је живела у сиромаштву. Ова ситуација је допринела развоју моћног црног тржишта, посебно у трговини хидропонским производима — биљкама узгајаним у посебним растворима без земље. Ови усеви су били од виталног значаја за исхрану и опстанак у суровим условима свемирских колонија.

## Извори
1. 1 2 3 4 5  de Ritis, Vincenzo (1852). „Cenno de' lavori accademici e dell'azione governativa ne' reali domini continentali dal 1848 al primo semestre del 1852”.  Ур.: Murena, Salvatore. Annali Civili del Regno delle Due Sicilie (на језику: италијански). 46. Naples, Italy: Tipografia del Real ministero degli affari interni. стр. XIII—XXI. Архивирано из оригинала 27. 11. 2024. г.
2. 1 2 3 4 5 6 7 8 9 10 11  Gargano, Maruo (април 2023). „Annibale de Gasparis, the sublime calculator of Parthenope's sky”. Bulletin of Regional Natural History. 3 (1): 1—24. doi:10.6093/2724-4393/9975 .
3. 1 2 3 4 5 6 7 8  Palma, Paolo (5. 11. 2019). „A Parthenope in the sky”. The Royal Society. Архивирано из оригинала 16. 1. 2025. г. Приступљено 27. 3. 2025.
4. 1 2  Jones, Derek (2002). „Akademische Sternkarten, Berlin 1830—59”. Highlights of Astronomy. 12: 367—370. Bibcode:2002HiA....12..367J. doi:10.1017/S1539299600013770 .
5. 1 2 3  Schumacher, H. C. (11. 5. 1849). „Planeten Circular”. Astronomische Nachrichten (на језику: немачки). 28 (672): 391. Bibcode:1849AN.....28..391A. doi:10.1002/asna.18490282604.
6. 1 2 3 4 5 6 7 8 9  Hind, John Russell (1852). „Chapter VIII. The Minor or Ultra-Zodiacal Planets.”. The Solar System: Descriptive Treatise Upon the Sun, Moon, and Planets, Including an Account of All the Recent Discoveries (на језику: енглески). New York, United States: G. P. Putnam's Sons. стр. 126.
7. ↑  „JPL Horizons On-Line Ephemeris for 10 Hygiea (A849 GA) on 1849 Apr 12–1849 Apr 13”. JPL Horizons On-Line Ephemeris System. Jet Propulsion Laboratory. Приступљено 26. 3. 2025. Ephemeris Type: Observer and Center: 500@399 (geocentric)
8. 1 2 3 4 5 6  Ashworth Jr., William B. (9. 11. 2022). „Scientist of the Day - Annibale de Gasparis”. Linda Hall Library. Архивирано из оригинала 27. 3. 2025. г. Приступљено 27. 3. 2025.
9. ↑  Leuschner, Armin Otto (1922). „(10) Hygiea”. Celestial mechanics. A survey of the status of the determination of the general perturbations of the minor planets (на језику: енглески). Washington, D. C., United States: National Research Council of the National Academy of Sciences. стр. 94.
10. 1 2 3 4 5 6  Gould, B. A. (јануар 1852). „On the symbolic notation of the asteroids”. The Astronomical Journal. 2: 80. Bibcode:1852AJ......2...80G. doi:10.1086/100212.
11. ↑  Badolati, Ennio (2007). „Gasparis, Annibale de”.  Ур.: Hockey, Thomas. The Biographical Encyclopedia of Astronomers. Springer, New York, NY. стр. 408. ISBN 978-0-387-30400-7. doi:10.1007/978-0-387-30400-7_502.
12. ↑  Шаблон:Cite letter
13. ↑  Mancuso, Santi (1988). „DE GASPARIS, Annibale”. Dizionario Biografico degli Italiani. Treccani. 36. Приступљено 27. 3. 2025.
14. ↑  Lewis, Charlton T.; Short, Charles. „Hygēa or Hygīa (Hygĭeia)”. A Latin Dictionary. Perseus Digital Library. Архивирано из оригинала 12. 5. 2024. г. Приступљено 28. 3. 2025.
15. ↑  Liddell, Henry George; Scott, Robert. „Ὑγίεια”. A Greek-English Lexicon. Perseus Digital Library. Архивирано из оригинала 5. 12. 2022. г. Приступљено 28. 3. 2025.
16. ↑  Liddell, Henry George; Scott, Robert. „ὑγεῖα”. A Greek-English Lexicon. Perseus Digital Library. Архивирано из оригинала 5. 12. 2022. г. Приступљено 28. 3. 2025.
17. ↑  Ferguson, James (јун 1850). „Observations of Astræa and Hygea”. The Astronomical Journal. 1 (10): 74–76. Bibcode:1850AJ......1...74F. doi:10.1086/100046.
18. ↑  „ADS Search Query: "hygeia" OR "hygiea"”. Astrophysics Data System. SAO/NASA. Приступљено 28. 3. 2025.
19. ↑  Murdin, Paul (2016). „Ceres Ferdinandea: Ferdinand's Ceres” (PDF). Rock Legends: The Asteroids and Their Discoverers. Switzerland: Springer International Publishing. стр. 68—70. ISBN 978-3-319-31836-3.
20. ↑  de Gasparis, Annibale (новембар 1850). „Letter to Mr. Hind, from Professor Annibale de Gasparis”. Monthly Notices of the Royal Astronomical Society. 11: 1. Bibcode:1850MNRAS..11....1D. doi:10.1093/mnras/11.1.1a . „The symbol of Hygeia is a serpent (like a Greek ζ) crowned with a star.”
21. 1 2 3 4 5 6  Bala, Gavin Jared; Miller, Kirk (18. 9. 2023). „Unicode request for historical asteroid symbols” (PDF). unicode.org. Unicode. Приступљено 26. 9. 2023.
22. ↑  „Proposed New Characters: The Pipeline”. unicode.org. Unicode. 19. 2. 2025. Архивирано из оригинала 23. 2. 2025. г. Приступљено 27. 3. 2025. „Historical asteroid symbols (Miscellaneous Symbols Supplement block: 1CEC0..1CEFF);  2023-Nov-02 Provisionally Assigned;  2024-Nov-08 Accepted”
23. ↑  Savage, Jared (7. 10. 2002). „History of the Bowl of Hygeia award”. Drug Topics. Архивирано из оригинала 23. 6. 2024. г. Приступљено 28. 3. 2025.
24. 1 2 3 4 5  Hilton, J. L. (16. 11. 2007). „When did asteroids become minor planets?”. U.S. Naval Observatory. Архивирано из оригинала 21. 9. 2007. г. Приступљено 27. 3. 2025.
25. 1 2 3 4  „(10) Hygiea = A849 GA = A900 GA”. Minor Planet Center. Приступљено 28. 3. 2025.
26. 1 2 3 4  „JPL Small-Body Database Lookup: 10 Hygiea (A849 GA)” (2025-01-13 last obs.). Jet Propulsion Laboratory. Приступљено 28. 3. 2025.
27. 1 2  „New- And Old-Style Minor Planet Designations”. Minor Planet Center. Архивирано из оригинала 6. 5. 2021. г. Приступљено 28. 3. 2025.
28. ↑  Strobel, Willi (1963). Identifizierungsnachweis der Kleinen Planeten. 9. Astronomisches Rechen-Institut, Heidelberg. стр. 13.
29. ↑  Ebell, M. (новембар 1908). „Photographische Aufnahmen von kleinen Planeten in Arequipa”. Astronomische Nachrichten. 179 (13): 207. Bibcode:1909AN....179..207E. doi:10.1002/asna.19081791306.
30. ↑  Faulks, David (28. 5. 2016). „Additional Symbols for Astrology, Revised” (PDF). unicode.org. Unicode. Архивирано (PDF) из оригинала 11. 5. 2022. г. Приступљено 22. 5. 2023.
31. 1 2  Gingerich, O. (12. 8. 2006). „Planet Definition Q & A Factsheet” (PDF). Dissertatio Cvm Nvncio Sidereo III. International Astronomical Union (3): 17. Архивирано из оригинала (PDF) 15. 3. 2015. г. Приступљено 13. 3. 2007.
32. ↑  Peebles, Curtis (2000). Asteroids: a history. Smithsonian Institution Press. ISBN 1-56098-389-2.
33. ↑  Weintraub, David A. (2014). Is Pluto a Planet?: A Historical Journey through the Solar System. Princeton University Press. стр. 238. ISBN 978-1-4008-5297-0. Архивирано из оригинала 29. 3. 2025. г.
34. ↑  Christensen, Lars Lindberg; Sim, Helen; Shida, Raquel Yumi; Wolf, Nadja; Nielsen, Lars Holm (2006). „The public communication at the IAU GA 2006” (PDF). IAU XXVIth General Assembly. International Astronomical Union. 26: 50. Архивирано из оригинала (PDF) 1. 5. 2013. г. Приступљено 29. 3. 2025.
35. 1 2 3 4 5  Plait, Phil (26. 10. 2019). „New observations show the asteroid Hygiea is round!”. Syfy Wire. Архивирано из оригинала 21. 10. 2021. г. Приступљено 5. 4. 2025.
36. 1 2 3 4 5 6 7 8 9 10 11 12 13 14 15 16 17 18 19 20 21 22 23 24 25 26 27 28 29 30 31 32 33 34  Vernazza, P.; Jorda, L.; Ševeček, P.; Brož, M.; Viikinkoski, M.; Hanuš, J.;  . (фебруар 2020). „A basin-free spherical shape as an outcome of a giant impact on asteroid Hygiea” (PDF). Nature Astronomy. 4: 136—141. Bibcode:2020NatAs...4..136V. S2CID 209938346. doi:10.1038/s41550-019-0915-8. hdl:10045/103308 . Архивирано (PDF) из оригинала 11. 11. 2020. г.
37. 1 2 3 4 5 6  „ESO Telescope Reveals What Could be the Smallest Dwarf Planet yet in the Solar System”. European Southern Observatory. 28. 10. 2019. Архивирано из оригинала 1. 11. 2019. г. Приступљено 29. 3. 2025.
38. 1 2  Timmer, John (29. 10. 2019). „Collision liquified the 4th-largest asteroid, turning it into a dwarf planet”. ArsTechnica. Архивирано из оригинала 6. 6. 2023. г. Приступљено 4. 4. 2025.
39. 1 2 3 4 5 6 7 8 9 10  Rivkin, Andrew S.; Thomas, Cristina A.; Wong, Ian; Holler, Bryan; Bates, Helena C.; Howell, Ellen S.;  . (јануар 2025). „Observations and Quantitative Compositional Analysis of Ceres, Pallas, and Hygiea Using JWST/NIRSpec”. The Planetary Science Journal. 6 (1). Bibcode:2025PSJ.....6....9R. S2CID 275535579. doi:10.3847/PSJ/ad944c . 9.
40. 1 2 3  DeMeo, F. E.; Alexander, C. M. O'D.; Walsh, K. J.; Chapman, C. R.; Binzel, R. P. (2015). „The Compositional Structure of the Asteroid Belt” (PDF).  Ур.: Michel, Patrick; DeMeo, Francesca E.; Bottke, William F. Asteroids IV. University of Arizona Press, Tucson. стр. 13—41. Bibcode:2015aste.book...13D. ISBN 978-0-816-53213-1. arXiv:1506.04805 . doi:10.2458/azu_uapress_9780816532131-ch002.
41. 1 2  Mothé-Diniz, Thais; di Martino, Mario; Bendjoya, Philippe; Doressoundiram, Alain; Fabbio, Migliorini (јул 2001). „Rotationally Resolved Spectra of 10 Hygiea and a Spectroscopic Study of the Hygiea Family”. Icarus. 152 (1): 117—126. Bibcode:2001Icar..152..117M. S2CID 120971986. doi:10.1006/icar.2001.6618.
42. 1 2  Carruba, V. (јун 2013). „An analysis of the Hygiea asteroid family orbital region”. Monthly Notices of the Royal Astronomical Society. 431 (4): 3557—3569. Bibcode:2013MNRAS.431.3557C. S2CID 122664149. doi:10.1093/mnras/stt437 .
43. 1 2 3 4  Nesvorný, D.; Morbidelli, A. (децембар 1998). „Three-Body Mean Motion Resonances and the Chaotic Structure of the Asteroid Belt”. The Astronomical Journal. 116 (6): 3029—3037. Bibcode:1998AJ....116.3029N. S2CID 51779089. doi:10.1086/300632 .
44. 1 2  Šidlichovský, Miloš (јануар 1999). „On Stable Chaos in the Asteroid Belt”. Celestial Mechanics and Dynamical Astronomy. 73 (1/4): 77—86. Bibcode:1999CeMDA..73...77S. S2CID 51779089. doi:10.1023/A:1008330610152.
45. ↑  „AstDyS-2 Hygiea Synthetic Proper Orbital Elements”. Asteroids Dynamic Site. Department of Mathematics, University of Pisa, Italy. Архивирано из оригинала 19. 12. 2024. г. Приступљено 13. 4. 2025.
46. 1 2 3 4  Scholl, H.; Schmadel, L. D.; Roser, S.; Ďurech, J.; Kaasalainen, M.; Delbo', M.;  . (јун 1987). „The Mass of the Asteroid (10) Hygiea Derived from Observations of (829) Academia”. Astronomy & Astrophysics. 179 (1–2): 311—316. Bibcode:1987A&A...179..311S.
47. ↑  Mammana, L. A.; Orellana, R. B. (март 1997). „Búsqueda de asteroides para determinación de masa”. Boletín de la Asociación Argentina de Astronomía (на језику: шпански). 41: 29—31. Bibcode:1997BAAA...41...29M.
48. 1 2  Galád, A.; Gray, B. (септембар 2002). „Asteroid encounters suitable for mass determinations”. Astronomy & Astrophysics: 1115–1122. Bibcode:2002A&A...391.1115G. S2CID 122537496. doi:10.1051/0004-6361:20020810 .
49. ↑  Carruba, V.; Huaman, M.; Domingos, R. C.; Rong, F. (фебруар 2013). „Chaotic diffusion caused by close encounters with several massive asteroids. II. The regions of (10) Hygiea, (2) Pallas, and (31) Euphrosyne”. Astronomy & Astrophysics. 550. Bibcode:2013A&A...550A..85C. S2CID 52556450. doi:10.1051/0004-6361/201220448 . hdl:11449/74580 . A85.
50. 1 2 3 4 5 6 7 8 9 10 11 12 13  Vernazza, P.; Ferrais, M.; Jorda, L.; Hanuš, J.; Carry, B.; Marsset, M.;  . (октобар 2021). „VLT/SPHERE imaging survey of the largest main-belt asteroids: Final results and synthesis”. Astronomy & Astrophysics. 654. Bibcode:2021A&A...654A..56V. S2CID 239104699. doi:10.1051/0004-6361/202141781 . hdl:10261/263281 . A56.
51. 1 2 3 4  Ferrais, Marin; Jehin, Emmanuël; Vernazza, Pierre; Jorda, Laurent; Moulane, Youssef; Pozuelos, Francisco J.;  . (април 2021). „Lightcurve Based Determination of 10 Hygiea's Rotational Period With Trappist-North and -South”. The Minor Planet Bulletin. 48 (2): 166—167. Bibcode:2021MPBu...48..166F.
52. 1 2 3 4 5 6 7 8 9  Vernazza, P.; Jorda, L.; Ševeček, P.; Brož, M.; Viikinkoski, M.; Hanuš, J.;  . (фебруар 2020). „A basin-free spherical shape as an outcome of a giant impact on asteroid Hygiea (Suppelementary Information)” (PDF). Nature Astronomy. 4: 136—141. Bibcode:2020NatAs...4..136V. S2CID 209938346. doi:10.1038/s41550-019-0915-8. hdl:10045/103308 . Архивирано (PDF) из оригинала 29. 11. 2021. г.
53. 1 2  Michalowski, T.; Velichko, F. P.; Lindgren, M.; Oja, T.; Lagerkvist, C.-I.; Magnusson, P. (новембар 1991). „The spin vector of asteroid 10 Hygiea”. Astronomy & Astrophysics Supplement Series. 91 (1): 53—59. Bibcode:1991A&AS...91...53M.
54. ↑  Groeneveld, Ingrid; Kuiper, Gerard (новембар 1954). „Photometric Studies of Asteroids. II.”. Astrophysical Journal. 120: 529. Bibcode:1954ApJ...120..529G. doi:10.1086/145941.
55. 1 2  DeMeo, F. E.; Carry, B. (септембар 2013). „The taxonomic distribution of asteroids from multi-filter all-sky photometric surveys”. Icarus. 226 (1): 723—741. Bibcode:2013Icar..226..723D. S2CID 62820731. arXiv:1307.2424 . doi:10.1016/j.icarus.2013.06.027.
56. ↑  Rivkin, A. S.; Milliken, R. E.; Emery, J. P.; Takir, D.; Schmidt, B. E. (октобар 2011). 2 Pallas and 10 Hygiea in the 3-µm spectral region (PDF). EPSC-DPS Joint Meeting 2011. Nantes, France. стр. 1271. Bibcode:2011epsc.conf.1271R. Архивирано (PDF) из оригинала 31. 3. 2025. г. Приступљено 31. 3. 2025.
57. ↑  Cunningham, Clifford J. (мај 2021). „The Stranger Ceres”. Asteroids. Reaktion Books. ISBN 9781789143591.
58. ↑  Morrison, D. (новембар 1974). „Radiometric diameters and albedos of 40 asteroids”. Astrophysical Journal. 194 (1): 203—212. Bibcode:1974ApJ...194..203M. doi:10.1086/153236.
59. ↑  Goffin, Edwin (мај 2014). „Astrometric asteroid masses: a simultaneous determination”. Astronomy & Astrophysics. 565. Bibcode:2014A&A...565A..56G. S2CID 118444915. arXiv:1402.4241 . doi:10.1051/0004-6361/201322766 . A56.
60. 1 2  Michalak, G. (август 2001). „Determination of asteroid masses. II. (6) Hebe, (10) Hygiea, (15) Eunomia, (52) Europa, (88) Thisbe, (444) Gyptis, (511) Davida and (704) Interamnia”. Astronomy & Astrophysics. 374: 703—711. Bibcode:2001A&A...374..703M. S2CID 123723327. doi:10.1051/0004-6361:20010731 .
61. 1 2 3  Sykes, Mark V. (2006). „PSI Proposes a Distant Asteroid Mission” (PDF). Planetary Science Institute Newsletter. 7 (2): 1—2. Архивирано из оригинала (PDF) 24. 9. 2015. г. Приступљено 29. 3. 2025.
62. 1 2 3 4 5  Johnston, K. J.; Lamphear, E. J.; Webster, W. J.; Lowman, P. D.; Seidelmann, P. K.; Kaplan, G. H.;  . (јул 1989). „The microwave spectra of the asteroids Pallas, Vesta, and Hygiea”. The Astronomical Journal. 98 (1): 335—340. Bibcode:1989AJ.....98..335J. S2CID 121508855. doi:10.1086/115150.
63. 1 2 3 4 5 6  Lebofsky, L. A.; Sykes, M. V.; Nolt, I. G.; Radostitz, J. V.; Veeder, G. J.; Matson, D. L.;  . (август 1985). „Submillimeter observations of the asteroid 10 Hygiea”. Icarus. 63 (2): 192—200. Bibcode:1985Icar...63..192L. S2CID 123477668. doi:10.1016/0019-1035(85)90003-X.
64. 1 2 3 4 5  Barucci, M. A.; Dotto, E.; Brucato, J. R.; Mülller, T. G.; Morris, P.; Doressoundiram, A.;  . (март 2002). „10 Hygiea: ISO Infrared Observations” (PDF). Icarus. 156 (1): 202–210. Bibcode:2002Icar..156..202B. doi:10.1006/icar.2001.6775. Архивирано (PDF) из оригинала 27. 2. 2021. г.
65. ↑  Lim, Lucy F.; McConnochie, Timothy H.; Bell, James F.; Hayward, Thomas L. (фебруар 2005). „Thermal infrared (8–13 μm) spectra of 29 asteroids: the Cornell Mid-Infrared Asteroid Spectroscopy (MIDAS) Survey” (PDF). Icarus. 173 (2): 385–408. Bibcode:2005Icar..173..385L. doi:10.1016/j.icarus.2004.08.005. Архивирано (PDF) из оригинала 10. 8. 2024. г.
66. ↑  Rivkin, Andrew S.; Asphaug, Erik; Bottke, William F. (новембар 2014). „The case of the missing Ceres family”. Icarus. 243: 429—439. Bibcode:2014Icar..243..429R. S2CID 1650941. doi:10.1016/j.icarus.2014.08.007.
67. 1 2  Colwell, J. E.; Batiste, S., S.; Horányi, M.; Robertson, S.; Sture, S. (јун 2007). „Lunar surface: Dust dynamics and regolith mechanics”. Reviews of Geophysics. 45 (2). Bibcode:2007RvGeo..45.2006C. S2CID 140198386. doi:10.1029/2005RG000184 . RG2006.
68. 1 2 3 4  De Prá, M. N.; Pinilla-Alonso, N.; Carvano, J.; Licandro, J.; Morate, D.; Lorenzi, V.;  . (новембар 2020). „A comparative analysis of the outer-belt primitive families”. Astronomy & Astrophysics. 643. Bibcode:2020A&A...643A.102D. S2CID 225280626. arXiv:2105.11994 . doi:10.1051/0004-6361/202038536 . A102.
69. 1 2  Vernazza, P.; Castillo-Rogez, J.; Beck, P.; Emery, J.; Brunetto, R.; Delbo, M.;  . (фебруар 2017). „Different Origins or Different Evolutions? Decoding the Spectral Diversity Among C-type Asteroids”. The Astronomical Journal. 153 (2). Bibcode:2017AJ....153...72V. S2CID 118906259. arXiv:1701.06603 . doi:10.3847/1538-3881/153/2/72 . 72.
70. 1 2  Busarev, V. V. (јануар 2016). „New reflectance spectra of 40 asteroids: A comparison with the previous results and an interpretation”. Solar System Research. 50 (1): 13—23. Bibcode:2016SoSyR..50...13B. S2CID 255072939. doi:10.1134/S0038094616010019.
71. 1 2  Busarev, V. V. (фебруар 2011). „Asteroids 10 Hygiea, 135 Hertha, and 196 Philomela: Heterogeneity of the material from the reflectance spectra” (PDF). Solar System Research. 45 (1): 43—52. Bibcode:2011SoSyR..45...43B. S2CID 123470361. doi:10.1134/S0038094610061036. Архивирано (PDF) из оригинала 11. 12. 2024. г.
72. ↑  Hsieh, Henry H.; Novaković, Bojan; Kim, Yoonyoung; Brasser, Ramon (фебруар 2018). „Asteroid Family Associations of Active Asteroids”. The Astronomical Journal. 155 (2). Bibcode:2018AJ....155...96H. S2CID 119336304. arXiv:1801.01152 . doi:10.3847/1538-3881/aaa5a2 . 96.
73. 1 2 3 4 5  Rivkin, Andrew S.; Howell, Ellen S.; Emery, Joshua P. (мај 2019). „Infrared Spectroscopy of Large, Low‐Albedo Asteroids: Are Ceres and Themis Archetypes or Outliers?”. Journal of Geophysical Research: Planets. 124 (5): 1393—1409. Bibcode:2019JGRE..124.1393R. S2CID 119111853. arXiv:1904.07065 . doi:10.1029/2018JE005833 .
74. 1 2  Hanuš, J.; Viikinkoski, M.; Marchis, F.; Ďurech, J.; Kaasalainen, M.; Delbo', M.;  . (мај 2017). „Volumes and bulk densities of forty asteroids from ADAM shape modeling”. Astronomy & Astrophysics. 601. Bibcode:2017A&A...601A.114H. S2CID 119432730. arXiv:1702.01996 . doi:10.1051/0004-6361/201629956 . A114.
75. 1 2  Hanuš, J.; Vernazza, P.; Viikinkoski, M.; Ferrais, M.; Rambaux, N.; Podlewska-Gaca, E.;  . (јануар 2020). „(704) Interamnia: A transitional object between a dwarf planet and a typical irregular-shaped minor body”. Astronomy & Astrophysics. 633: 17. Bibcode:2020A&A...633A..65H. S2CID 208512707. arXiv:1911.13049 . doi:10.1051/0004-6361/201936639 . A65.
76. ↑  Carruba, V.; Domingos, R. C.; Huaman, M. E.; dos Santos, C. R.; Souami, D. (јануар 2014). „Dynamical evolution and chronology of the Hygiea asteroid family”. Monthly Notices of the Royal Astronomical Society. 437 (3): 2279—2290. Bibcode:2014MNRAS.437.2279C. S2CID 37011239. arXiv:1310.5982 . doi:10.1093/mnras/stt2040 .
77. 1 2  Odeh, M. „The Brightest Asteroids”. The Jordanian Astronomical Society. Архивирано из оригинала 2008-05-11. г. Приступљено 2008-05-21.
78. ↑  „What Can I See Through My Scope?”. Ballauer Observatory. 2004. Архивирано из оригинала 2013-06-22. г. Приступљено 2008-07-20.
79. ↑  Ford, D. (2017-06-29). „Asteroid 10 Hygiea at opposition”. in-the-sky.org. Архивирано из оригинала 27. 11. 2021. г. Приступљено 2019-03-14.
80. ↑  Watanabe, H. (2018-09-09), The Index of Asteroidal Occultation Results, Worldwide ver.2, Архивирано из оригинала 2. 12. 2020. г., Приступљено 2019-10-29
81. ↑  Hilton, J. L. „Asteroid Masses and Densities” (PDF). U.S. Naval Observatory. Lunar and Planetar Institute. Архивирано из оригинала (PDF) 2008-08-19. г. Приступљено 2008-08-26.
82. ↑  Storrs, A. D.; Wells, E. N.; Zellner, B. H.; Stern, A.; Durda, D. D.;  . (1999). „Imaging Observations of Asteroids with HST”. Bulletin of the American Astronomical Society. 31: 1089. Bibcode:1999DPS....31.1103S. Архивирано из оригинала 31. 10. 2019. г. Приступљено 31. 10. 2019.
83. ↑  Ulivi, Paolo; Harland, David M. (2014). „12. The future. Main belt asteroids, Hildas, Trojans, and Centaurs.”. Robotic Exploration of the Solar System: Part 4: The Modern Era 2004–2013. Springer. стр. 431. ISBN 978-1-4614-4812-9.
84. 1 2 3  Vernazza, P.; Lamy, P. (јул 2014). Investigation of the interior of primordial asteroids and the origin of the Earth's water: The INSIDER space mission (PDF). Asteroids, Comets, Meteors 2014. Helsinki, Finland. Bibcode:2014acm..conf..559V. Архивирано из оригинала (PDF) 23. 9. 2015. г. Приступљено 29. 3. 2025.
85. ↑  published, Scott Snowden (2021-01-11). „'The Expanse' recap: The full fury of Marco Inaros is unleashed in season 5, episode 3”. Space (на језику: енглески). Приступљено 2025-07-06.
86. ↑  „Hygiea”. www.worldanvil.com (на језику: енглески). Приступљено 2025-07-06.